# Minipsyrassa guanabarina
Minipsyrassa guanabarina là một loài bọ cánh cứng trong họ Cerambycidae.